# La Conquista
La Conquista là một khu tự quản thuộc tỉnh Carazo, Nicaragua. Khu tự quản La Conquista có diện tích 88 ki lô mét vuông. Đến thời điểm năm 2005, huyện La Conquista có dân số 3777 người.